# Svätá Mária
Svätá Mária (în maghiară Bodrogszentmária) este o comună slovacă, aflată în districtul Trebišov din regiunea Košice. Localitatea se află la altitudinea de 99 m deasupra n.m., se întinde pe o suprafață de 12,94 km2 și în 2017 număra 567 de locuitori.

## Istoric
Localitatea este atestată documentar din 1261.

## Demografie
| An:                | 1994 | 2004   | 2014   | 2024    |
| ------------------ | ---- | ------ | ------ | ------- |
| Număr de persoane: | 585  | 618    | 572    | 502     |
| Diferență:         |      | +5,64% | −7,44% | −12,23% |

| An:                | 2023 | 2024   |
| ------------------ | ---- | ------ |
| Număr de persoane: | 509  | 502    |
| Diferență:         |      | −1,37% |